# Marc Boada Ferrer
Marc Boada Ferrer (Terrassa, 13 de novembre de 1963 - 16 de juliol de 2024) va ser un divulgador científic català conegut per la seva activitat des del mitjans de comunicació públics, en tallers i mitjançant diverses publicacions. Residia al Montseny des d'on dirigia una organització dedicada a la difusió del coneixement científic.

## Biografia
Va estudiar delineació industrial i també escultura a l'Escola d'Arts Aplicades de Terrassa. Però ell mateix afirmava que havia descobert la ciència perquè a casa seva l'ambient n'era favorable i va començar a estimar els llibres de ciència gràcies al seu avi matern, el pintor Joan Ferrer Pedrol, que el duia a una llibreria. Va aprofitar els coneixements de la seva formació per a construir telescopis com a soci de l'empresa Lambda opto-mecànica, fins al 1992.

### Activitats museístiques
L'experiència de la construcció de telescopis li va permetre abordar la construcció d'artefactes per fer divulgació científica assequible a tots els públics. Va fer estudis de postgrau de Museologia i de Comunicació Científica a l'IDEC de la Universitat Pompeu Fabra l'any 2001.
Es va associar amb Moira Costa Calsamiglia per a crear Pèndulum, una empresa que produeix materials per a museus. Algunes d'aquestes creacions entren de ple en l'àmbit de l'escultura, en el qual Boada s'havia format. Una de les més conegudes és el Catacaos del CosmoCaixa de Barcelona, un giroscopi de moviment caòtic que el museu li va encarregar el 2004 per a situar-lo al parc exterior de la instal·lació. Una altra obra de grans dimensions, en aquest cas estàtica, és La Corriola, una peça de 6 metres d'alçada i més d'una tona de pes que la Universitat Jaume I de Castelló li va encarregar amb motiu del vint-i-cinquè aniversari de la institució. Però l'obra escultòrica més extensa és el conjunt d'escultures que forma el Jardí de las Percepcions del Parc de Vallparadís de Terrassa, que va rebre el premi «Entorn natural Joan Martí» atorgat per l'Associació Discapacitat Visual de Barcelona el 2009.

### Divulgació científica
La seva activitat de divulgació va començar amb la construcció, per a museus, d'elements amb una finalitat pedagògica. El 2006 va començar a col·laborar amb el programa Quèquicom de Televisió de Catalunya, del qual va ser presentador entre 2008 i 2011. Ha col·laborat amb altres mitjans de comunicació, com ara la Xarxa Audiovisual Local.
També va fer tallers de divulgació personalitzada per a petits grups dirigits a escoles o en seminaris científics. A més, es va dedicar a la docència com a professor de Fonaments Científics i Ciència dels materials a l'Escola Massana de Barcelona durant més de deu anys. També va impartir classes del màster de Comunicació Científica de la Universitat Pompeu Fabra.
El febrer de 2012 va fer a Terrassa la seva primera exposició com a artista pluridisciplinari sota el títol «Art, ciència i disseny», a la qual van seguir altres exposicions monogràfiques i col·lectives.

### Recerca
En paral·lel a la seva activitat de divulgació havia fet treball de recerca i prospecció en els camps de la geologia, l'arqueologia, i la paleontologia. L'any 1977 va descobrir les coves del Fem, iniciant una activitat que va tenir com a resultat la localització de més de trenta jaciments de dinosaures fins a l'any 2006. Boada, en representació de l'escola Massana, juntament amb Albert Prieto-Marquez, Rodrigo Gaete, Gonzalo Rivas i Angel Galobart, varen descriure una nova espècie de dinosaure del cretaci superior, el Koutalisaurus kohlerorum. L'estudi publicat al Journal of Vertebrate Paleontology corregeix un error d'investigacions prèvies que atribuïen unes restes fòssils a l'hadrosàurid quan en realitat es tractava d'una nova espècie.

### Taller propi al Montseny

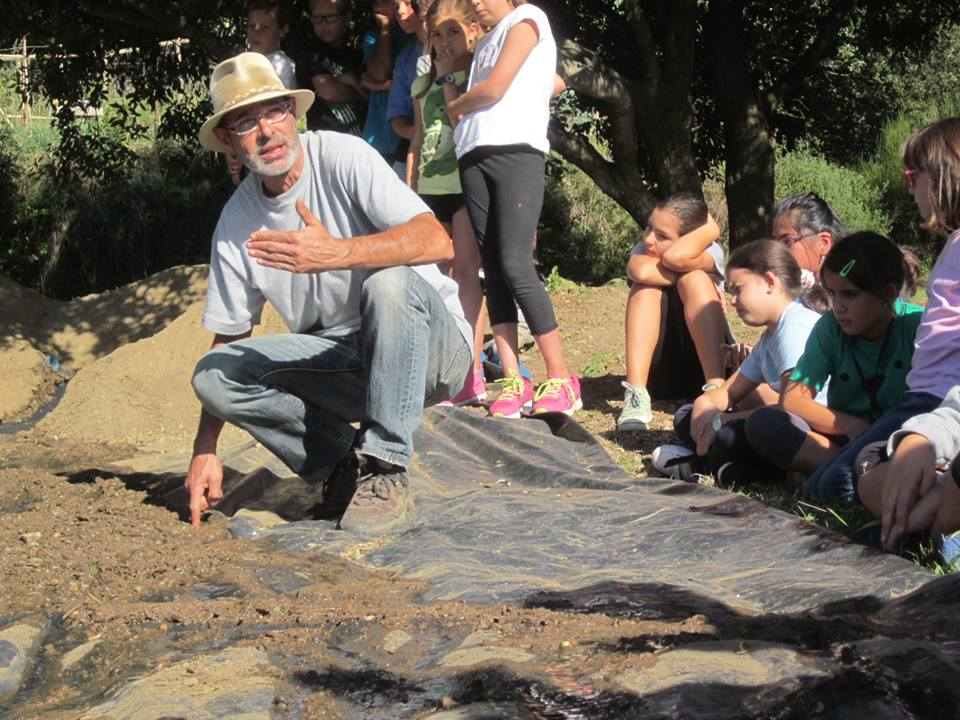
Boada durant un taller al Montseny

Des de 2014, també en societat amb Moira Costa, va dirigir l'Associació Pèndulum per a la Difusió del Coneixement Científic, una organització sense ànim de lucre, ubicada a Fogars de Montclús, on fer els seus experiments i els cursos de divulgació per a escoles.

## Obra
Havia col·laborat amb la revista Investigación y Ciencia, la versió espanyola d'Scientific American, en la qual va publicar una cinquantena d'articles en una secció estable des de 2004 fins a 2022.

### Llibres de divulgació científica
Marc Boada va publicar, com a autor o coautor, diversos llibres:
- Max Picard i l'enigma dels dinosaures. (La Galera, 2015).[25]
- Max Picard i el maleït pèndol de Foucault (La Galera, 2014)[26]
- Terrassa, ciutat, vida i persones. (Momentum, 2012)[27]
- Els tres infinits. Un llibre de ciències per a gent de lletres. (Momentum, 2011)
- Coautor del llibre 8 Enginys que han fet història. Construeix-los tu mateix. (Associació d'Enginyers Industrials de Catalunya, 2010)[28]
- Autor principal de la Guia del jardí de les percepcions: Parc de Vallparadís. (Ajuntament de Terrassa, 2007)[29]

### Articles científics
- Prieto-Marquez, Albert; Gaete, Rodrigo; Rivas, Gonzalo; Galobart, Ángel; Boada, Marc «Hadrosauroid dinosaurs from the Late Cretaceous of Spain: Pararhabdodon isonensis revisited and Koutalisaurus kohlerorum , gen. et sp. nov.» (en anglès). Journal of Vertebrate Paleontology, 26, 4, 11-12-2006, pàg. 929–943. DOI: 10.1671/0272-4634(2006)26[929:HDFTLC]2.0.CO;2. ISSN: 0272-4634.
- Boada i Ferrer, Marc «Rèpliques d'instruments científics : entre ciència i tècnica». Actes d'Història de la Ciència i de la Tècnica, Nova època, vol. 1 (1) : 2008, 19-11-2008, pàg. 29-34.

## Premis
L'any 2009, el 23è Premi Boehringer Ingelheim al Periodisme en Medicina en la categoria de mitjans audiovisuals va reconèixer el treball de Marc Boada, Jaume Vilalta, Joan Torrents i Míriam Martí en el capítol de Quèquicom titulat «Un president contra l'Alzheimer». El mateix any Boada va rebre també el Premi «Entorn natural Joan Martí», atorgat per l'Associació Discapacitat Visual de Barcelona.